# Danh sách tranh cãi xảy ra tại giải vô địch bóng đá thế giới 2006
Giải vô địch bóng đá thế giới 2006 xảy ra rất nhiều tranh cãi, bao gồm những tranh chấp trên sân, những chỉ trích về các quyết định chính thức và vấn đề lương bổng của các đội. Hầu hết những tranh cãi đều xoay quanh các quyết định của trọng tài, khiến các phương tiện truyền thông trên toàn thế giới cho rằng những vị vua áo đen đã làm hỏng kỳ World Cup này. Nhiều kỷ lục World Cup cũng được thiết lập từ các tranh cãi này, bao gồm sự cố trọng tài Graham Poll rút ba chiếc thẻ vàng phạt một cầu thủ và kỷ lục về thẻ trong một trận đấu của trọng tài Valentin Ivanov.
Những lời tuyên bố của FIFA về "Fair Play" cũng được đem ra xem xét rất kỹ lưỡng trong suốt giải đấu, đặc biệt là trong trận đấu giữa Bồ Đào Nha và Hà Lan.

## Công tác trọng tài

### Sự cố ba chiếc thẻ vàng (Croatia gặp Úc, vòng bảng)
Trận đấu quyết định cho vị trí thứ hai để giành quyền vào vòng 16 đội giữa hai đội Croatia và Úc chứng kiến sai lầm của trọng tài Graham Poll khi ông rút đến ba chiếc thẻ vàng để phạt Josip Šimunić và sau đó mới truất quyền anh ở phút thứ 90+3. Poll rút thẻ vàng cảnh cáo Šimunić ở phút thứ 61 sau pha truy cản trái phép với Harry Kewell ở ngoài vòng cấm. Phút thứ 90, Poll lại một lần nữa rút thẻ vàng phạt Simunić sau pha phạm lỗi thô thiển của anh với Joshua Kennedy trong một đợt phản công của tuyển Úc, nhưng ông lại không rút thẻ đỏ theo sau đó. Phút thứ 93, sau khi Poll thổi còi kết thúc trận đấu, Šimunić giận dữ tiến lại gần Poll và xảy ra tranh cãi với ông. Lần này Poll rút chiếc thẻ vàng thứ ba phạt Šimunić, đồng thời ông rút chiếc thẻ đỏ truất quyền thi đấu của Šimunić.
Sau trận đấu, vô số các câu hỏi được được đặt ra như tại sao các trợ lý trọng tài của ông Poll như ông Philip Sharp và ông Glenn Turner cùng vị trợ lý thứ tư là ông Kevin Stott cũng đều không nhận ra sai lầm này của vị trọng tài chính. Poll sau đó đã lên tiếng bảo vệ các trọng tài khác khi ông tuyên bố, "Tôi là trọng tài chính, đó là lỗi của tôi và tôi là người chịu trách nhiệm cho mọi việc diễn ra trên sân". Poll thuật lại rằng các vị trọng tài khác cũng đã cảm thấy "không tin nổi" khi nghe nói về sai lầm đó trong phòng thay đồ. Ông cùng các vị trọng tài khác liền xem lại trận đấu thông qua đĩa DVD, và Poll nhận ra "giấc mơ của ông ấy đã kết thúc".
Giám đốc điều hành của Liên đoàn bóng đá Úc, John O'Neill, sau đó phát biểu rằng: "Đội tuyển Úc có thể sẽ gửi đơn kháng cáo và làm to chuyện ra nếu như trận đó đội tuyển Croatia giành chiến thắng". Poll sau đó cũng đưa ra lời giải thích cho sai lầm của mình khi ông "ghi nhầm tên của cầu thủ mang áo số 3 của đội Úc là Craig Moore thay vì là Šimunić trong tình huống phạm lỗi thứ hai của anh và không nhận ra đó là sai lầm của mình" Šimunić vốn là người Úc, do đó anh nói tiếng Anh bằng giọng Úc và chính điều này đã dẫn đến sự cố trên.
Chủ tịch Ủy ban trọng tài của FIFA, ông Ángel María Villar, đã lên tiếng bảo vệ Poll nhưng cũng phải thừa nhận rằng đó là một sai lầm của trọng tài Poll. Trong một tuyên bố của mình, ông nhấn mạnh: "Trận hoàn 2-2 giữa hai đội Croatia và Úc vào buổi chiều ngày thứ năm tại Stuttgart đã chứng kiến sai lầm của trọng tài Graham Poll". Sau sai lầm đó, Poll và các trợ lý trọng tài của mình không được tham gia điều khiển các trận đấu thuộc vòng sau của giải. Mặc dù nhận được sự khích lệ từ chủ tịch FIFA Sepp Blatter cùng giám đốc điều hành của Hiệp hội bóng đá Anh và ban điều hành giải Premier League, Poll vẫn quyết định không cầm còi bất cứ trận đấu nào thuộc các giải đấu quốc tế nữa. Giải thích cho quyết định của mình, ông nói rằng mình cảm thấy "đau đớn và khổ sở" và "phải trải qua những đêm không ngủ được" cứ mỗi khi nhớ lại sai lầm đó và lo sợ mình sẽ lại để nó xảy ra một lần nữa trong tương lai.

### Úc gặp Nhật Bản (vòng bảng)
Trong trận đấu thuộc vòng đầu tiên của bảng F giữa hai đội Úc và Nhật Bản, trọng tài người Ai Cập Essam Abd El Fatah đã công nhận bàn thắng mở tỉ số ở phút thứ 26 của cầu thủ Shunsuke Nakamura bên phía tuyển Nhật Bản bất chấp sự phản đối của thủ thành Mark Schwarzer bên phía tuyển Úc. Schwarzer dường như đã bị tiền đạo Atsushi Yanagisawa cản trở trong tình huống anh lao ra và định phá bóng. Tiếp đó tiền đạo Naohiro Takahara ập vào và va chạm với Schwarzer khiến anh ngã xuống và không thể ngăn được quả bóng bay vào lưới.
Sau trận đấu, Schwarzer nói với các phóng viên rằng El Fatah đã đến xin lỗi anh vì sai lầm của ông và đồng thời nói với đội trưởng Mark Viduka bên phía tuyển Úc rằng ông đã cảm tạ "Chúa đã ở đứng về phía ông vì cuối cùng đội tuyển Úc là những người giành chiến thắng." Viduka nói với các phóng viên: "Rõ ràng là ông ấy đã có một pha xử lý không chính xác nhưng mọi người ai cũng mắc sai lầm mà." Tuy vậy sau đó Abdul-Fatah lại phủ nhận việc mình đưa ra lời xin lỗi và nói rằng "Ủy ban trọng tài của FIFA... đều đồng tình rằng bàn thắng của Nhật Bản là hoàn toàn hợp lệ", và sẽ cho đội Nhật Bản được hưởng một quả phạt đền nếu quả bóng không đi vào lưới lúc đó, lý do là vì Craig Moore đã có động tác đẩy người với Takahara trong tình huống anh va chạm với thủ thành Schwarzer.
Huấn luyện viên trưởng của tuyển Úc là Guus Hiddink đã "một chút, nhưng không hoàn toàn xin lỗi" về sự cố diễn ra ở bên ngoài sân khi ông vội vàng đẩy một nhân viên FIFA sang một bên để xem tivi đoạn chiếu lại bàn thắng của đội Nhật. Hiddink cho rằng đó là một pha phạm lỗi rất rõ ràng, nhưng ông cũng nói rằng Schwarzer "có thể tự bảo vệ bản thân nhiều hơn nữa" với những tình huống kiểu như thế này.
Giám đốc truyền thông FIFA Markus Siegler đã phát biểu trong cuộc họp báo rằng đáng lẽ đội tuyển Nhật phải được hưởng một quả penalty vì Tim Cahill đã phạm lỗi với tiền vệ Komano Yūichi. Siegler nói "đó rõ ràng là một sai lầm của trọng tài." Và Tim Cahill, người ghi bàn thắng thứ hai chỉ ít phút sai tình huống đó, phải lãnh một chiếc thẻ vàng cho pha bóng vừa rồi và nếu vậy anh buộc phải rời sân do đã lãnh hai chiếc thẻ vàng, như vậy tỉ số sẽ dừng lại ở kết quả hòa 1-1.